# La battaglia di Alamo
La battaglia di Alamo (The Alamo) è un film del 1960 prodotto, diretto e interpretato da John Wayne. È una ricostruzione romanzata della battaglia omonima del 1836 tra le forze messicane e texane durante la rivoluzione texana, con l'assedio presso la vecchia missione spagnola di El Alamo vicino a San Antonio, terminato con la presa della missione e la morte di tutti i difensori texani. È stato il quinto e più famoso film prodotto sul tema (un sesto è stato prodotto nel 2004).

## Trama

Davy Crockett (John Wayne) in una scena

Sam Houston è incaricato di organizzare l'esercito del Texas per attaccare l'armata messicana guidata dal generale (e dittatore del Messico) Antonio López de Santa Anna. Houston ha disperatamente bisogno di tempo per arruolare i soldati e addestrarli; l'unico modo di dargli questo tempo è quello di difendere fino alla fine la cittadina di San Antonio di Bexar asserragliandosi dentro la missione, nota come Alamo.
A capo del ridotto gruppo di soldati pone il Colonnello Travis. A supporto di questi ci sono i volontari di Jim Bowie, un celebre soldato che è diventato un ricco proprietario terriero della zona. Ad ingrossare le file arrivano dal Tennessee David Crockett, un popolare cacciatore e pioniere, che è anche stato eletto al congresso, con una trentina di uomini.
Travis sa perfettamente che non ci sono speranze contro Santa Anna, ma anche che i messicani dovranno perder tempo per espugnare Alamo; Jim Bowie spera di riuscire con azioni di guerriglia a rallentare la marcia dei messicani senza dover restare nella missione; Crockett cerca di mediare fra i due.
Svanita anche l'ultima speranza di ricevere rinforzi, Travis decide di resistere nonostante tutto, ed è seguito anche da Bowie prima e poi da Crockett. Seguono due giorni di battaglia e la morte dei tre protagonisti. Alla fine della battaglia, nessun combattente sopravvive, ma si salvano la moglie del capitano Dickinson, la figlia e un bambino afroamericano. Si uniscono a Smitty, un giovane seguace di Crockett che era stato mandato ad avvertire Houston e che ritorna in tempo per vedere la fine della battaglia.

## Produzione
Da molto tempo John Wayne intendeva fare un film sulla storia dell'indipendenza del Texas e soprattutto sulla battaglia di Alamo e i suoi tre mitici difensori: Davy Crockett, Jim Bowie, William Barret Travis.
Dopo i ripetuti rifiuti delle maggiori case cinematografiche, Wayne decise di produrre il film in proprio appoggiandosi alla Republic Pictures (nota fino a quel momento solo per western di serie B) e impegnandosi finanziariamente di persona (con la Batjac Production fondata nel 1952). Oltre che finanziatore e, ovviamente, attore decise di esserne anche il regista. Il successo del film permise a Wayne di recuperare l'investimento fatto, ma non di guadagnarci oltre (il film non fu un grande successo commerciale, ma recuperò un po' di denaro con la vendita dei diritti alle televisioni).
La missione di Alamo e il paese di San Antonio vennero ricostruiti a Brackettville nel Texas e sono oggi noti come Alamo Village. Il villaggio, la cui costruzione richiese due anni, è stato usato da allora per più di cento film western. John Ford, regista di Wayne in tanti film, collaborò molto nella regia, ma non volle essere nominato e Charlton Heston rifiutò la parte di Jim Bowie (affidata poi a Richard Widmark) perché non voleva essere diretto da John Wayne.

## Accoglienza
Il film vinse il premio Oscar al miglior sonoro ed ebbe diverse candidature al premio. La versione originale del film (UK Premiere) (il cosiddetto director's cut (203 min)) e la Roadshow Version (192 min USA) erano nettamente più lunghe e spiegavano meglio gli attriti fra Travis e Bowie e la storia d'amore di Crockett.
La colonna sonora di Dimitri Tiomkin divenne popolarissima ed è tuttora molto nota. La ballata della morte El Degüello era già stata utilizzata da Dimitri Tiomkin in Un dollaro d'onore (1959).

## Premi e riconoscimenti
- 1961 - Premio Oscar
  - Miglior sonoro a Gordon Sawyer e Fred Hynes
  - Candidatura Miglior film a John Wayne
  - Candidatura Miglior attore non protagonista a Chill Wills
  - Candidatura Migliore fotografia a William H. Clothier
  - Candidatura Miglior montaggio a Stuart Gilmore
  - Candidatura Miglior colonna sonora a Dimitri Tiomkin
  - Candidatura Miglior canzone (The Green Leaves Of Summer) a Dimitri Tiomkin e Paul Francis Webster

- 1961 - Golden Globe
  - Miglior colonna sonora a Dimitri Tiomkin
- 1960 - National Board of Review Award
  - Migliori dieci film